# Xiaoya (köpinghuvudort i Kina, Guizhou Sheng, lat 28,49, long 107,22)
Xiaoya (kinesiska: 小雅, 小雅镇, 骆通宅) är en köpinghuvudort i Kina. Den ligger i provinsen Guizhou, i den sydvästra delen av landet, omkring 210 kilometer norr om provinshuvudstaden Guiyang. Antalet invånare är 22 677. Befolkningen består av 11 250 kvinnor och 11 427 män. Barn under 15 år utgör 28,0 %, vuxna 15-64 år 59 %, och äldre över 65 år 12,0 %.